# Попи Монтгомъри
Попи Монтгомъри (на английски: Poppy Montgomery), родена Попи Петал Ема Елизабет Деверо Донахю е австралийска и американска актриса. Тя играе в ролята на агента от ФБР Саманта Спейд в телевизионната драма „Безследно изчезнали“ от 2002 то 2009 година. Също така играе в ролята на детектива Кери Уелс в телевизонния сериал „Незабравима“ от 2011 то 2016 г. През 2019 г. се снима в „Рийф Брейк“.

## Кратка биография
Монтгомъри е родена в Сидни, Нов Южен Уелс, Австралия. Тя е едно от шест деца – пет дъщери и един син. Родителите ѝ кръщават всичките си дъщери на цветя – Попи, Рози, Дейзи, Лили и Невен и сина си Джетро Тул, на рок групата със същото име.
Монтгомъри не харесва училището, изгонена е от шест частни академии, преди окончателно да напусне на 15-годишна възраст, за да преследва сценична актьорска кариера и да обикаля Бали с тогавашния си партньор. Монтгомъри емигрира в Съединените щати на 18 години, пристигайки във Флорида, за да се срещне с любовник, с когото се е запознала, докато той е обменен студент. След пет дни обаче тя разбрира, че не може да го понася и се качва на автобус за Лос Анджелис, за да продължи актьорската си кариера.